# Listă de formații funk rock
Aceasta este o listă de formații funk rock. Lista include muzicieni și formații care au interpretat nemijlocit în genul funk rock, dar și formații care au interpretat în subgenul său, funk metal.

## Lista
| - 24-7 Spyz - Bootsauce - Clutch - Electric Boys - Extreme - Faith No More - Hurtsmile - I Mother Earth - Incubus - Infectious Grooves - Jane's Addiction - Kid Rock - King's X - LAPD - Limp Bizkit - Living Colour - Mind Funk - Mother's Finest - Mr. Bungle - Mordred - Praxis - Primus - Psychefunkapus - Rage Against the Machine - Red Hot Chili Peppers - Royal Crescent Mob - Snot - Suicidal Tendencies - Urban Dance Squad - Zebrahead |